# 密歇根州参议院
密歇根州参议院（英語：Michigan State Senate）是美国密歇根议会的上議院，共有38名议员，每届任期4年。参议院议长由副州長兼任，副州長不在時則由臨時議長主持議事；现任议长为民主黨籍的加林·吉爾克里斯，于2019年1月1日上任。